# Oswaldo Sánchez
Oswaldo Sánchez (21 de setembre de 1973) és un exfutbolista mexicà.

## Selecció de Mèxic
Va formar part de l'equip mexicà a la Copa del Món de 1998, 2002 i 2006.